# Stretto di Zarja
Lo stretto di Zarja (in russo пролив Заря, proliv Zarja) è un braccio di mare tra l'isola di Bel'kov, a ovest, e l'isola Kotel'nyj, a est, nell'arcipelago delle isole della Nuova Siberia. Le acque appartengono al mare di Laptev. Amministrativamente appartiene al Bulunskij ulus della repubblica autonoma di Sacha (Jacuzia). 
Lo stretto prende il nome dalla nave Zarja sulla quale fu condotta la spedizione polare russa sotto la guida del barone Eduard von Toll nel 1900-1902. La Zarja svernò durante il secondo anno nella laguna di Nerpalach (лагуна Нерпалах 75°21′37″N 137°18′42″E), sul lato orientale dello stretto. Un altro omonimo stretto di Zarja si trova a sud dell'isola Bonevi nel mare di Kara.

## Geografia
La lunghezza dello stretto è di circa 65 km, la larghezza minima di 22 km, la profondità massima è di circa 23  m. La costa è ripida, a tratti paludosa.
Sulla sponda occidentale dello stretto (sulla costa dell'isola di Bel'kov) si distinguono: capo Ploskij (мыс Плоский) e capo Lagernyj (Лагерный); sulla costa di Kotel'nyj, a est: capo Durnoj (мыс Дурной), capo Rozovyj o Walter (Розовый o Вальтера), e le baie di Stachanovcev Artiki (Стахановцев Арктики) e Nerpič'ju (губа Нерпичью), con la laguna di Nerpalach.